# كامل العجلوني
كامل محمد صالح العجلوني (1943 الصريح) هو طبيب أردني عمل وزيراً للصحة ما بين 1984-1985 وهو عضو سابق في مجلس الأعيان الأردني. يشغل حاليا منصب رئيس للمركز الوطني للسكري والغدد الصم والوراثة الأردني،. الدكتور العجلوني من مؤسسي جامعة العلوم والتكنولوجيا الأردنية وأول رئيس لها وتم تأسيس مستشفى الملك المؤسس عبد الله خلال إدارته. حصل على شهادة الدكتوراة من جامعة ويسكونسن-ماديسون الأمريكية بتخصص باطنية- أمراض الغدد الصم. وكان قد تخرج في جامعة هايدلبرغ في ألمانيا الغربية. كما يحمل شهادات فخريه إضافة إلى الدكتوراه في التشريح من نفس الجامعة الألمانيه التي تخرج منها.

## نشأته
نشأ في مدينة إربد شمال الأردن

## الشهادات العلمية
شهادة دكتوراة في الطب / 1967
- دكتوراة في التشريح من جامعة هايدلبرغ 1968
- البورد الأمريكي بالطب الباطني 1974
- زمالة الاطباء الأمريكيين / 1975
- دكتوراة فخرية في القانون – جامعة وندسور- كندا 1996
- الزمالة الأمريكية في علم الغدد الصماء.

الجوائز الحاصل عليها :
- جائزة المنحة التعليمية الألمانية لخدمات التبادل الأكاديمي.
- جائزة عبد الحميد شومان للعلماء العرب الشبان 1983
- وسام الاستقلال من الدرجة الأولى.
- وسام التربية والتعليم من الدرجة الأولى.
- جائزة مؤسسة سيلفر الأمريكية لبحوث السكري 2001.
- جائزة الدولة التقديرية في حقل العلوم البحثية والتطبيقية لعام 2002.
- جائزة دولة الكويت لمكافحة السرطان وأمراض القلب والأوعية الدموية والسكري في إقليم شرق المتوسط لعام 2006 تقديراً لخبرته الرفيعه وانجازه في مجال السكري.
- جائزة حصاد التميز من الجامعة الأردنية عام 2007
- جائزة الباحث المتميز للعام2007 في مجال العلوم الطبية والصيدلانية.
- جائزة الشيخ حمدان بن راشد لتكريم الشخصيات الطبية المتميزة في العالم العربي 2010

## مناصب فخرية
عضو العديد من الجمعيات العلمية والطبية منها :
- عضو في جمعية السكري الأمريكية
- عضو في جمعية السكري البريطانية
- عضو في جمعية الغدد الصماء الأمريكية
- عضو في جمعية الغدد الصماء البريطانية
- عضو في جمعية دراسة السكري الأوروبية
- عضو مجلس التعليم العالي 1986-1996
- عضو المجلس الأعلى للتكنولوجيا 1986-1995
- عضو مجلس التربية والتعليم 1996- إلى الآن
- عضو مجلس الأعيان الأردني 1996-2001 ورئيس اللجنة الصحية والبيئة.

## المناصب التي شغلها
شغل العديد من المناصب منها :
- وزير للصحة في الأردن 1984-1985
- رئيس المجلس الطبي الأردني 1984-1985
- رئيس جامعة العلوم والتكنولوجيا الأردنية 1986-1995

دعى للمشاركة في القاء محاضرات علمية وتذكارية في أغلب الدول العربية والدول الأوروبية (بريطانيا –ألمانيا – إيطاليا) والولايات المتحدة وكندا في مجال السكري والغدد الصم والعلوم الطبية العربية الإسلامية.
له ما يقارب من 144 بحث علمي منشور في المجلات العلمية المتخصصة والمفهرسة.

## كتبه
- اليهود واليهودية